# Elisa Lucinda
Elisa Lucinda dos Campos Gomes (Cariacica, 2 de febrero de 1958) es una poetisa, periodista, cantora, y actriz brasileña. La artista fue una de las destinatarias del trofeo Raza Negra 2010 en su octava edición, en la categorización Teatro.

## Carrera
Dispuesta a seguir la carrera de actriz, Elisa Lucinda, se trasladó a la ciudad de Río de Janeiro a los 27 años para vivir en una casa del Barrio de Tijuca en 1986. Trabajó en algunas piezas de teatro, como Rosa, um Musical Brasileiro, bajo la dirección de Domingos de Oliveira, y en Bukowski, Bicho Solto no Mundo, con la dirección de Ticiana Studart. Integró el elenco del filme A Causa Secreta, de Sérgio Bianchi.
Su primer trabajo en la televisión fue en la telenovela Kananga do Japão, en 1989, en la extinta TV Manchete.
En 2011, la poetisa fue entrevistada en el programa en línea Filossofá - Desertores do Cotidiano, grabado en un sofá, en las alturas de dunas de Itaúnas, en Espírito Santo. Itaúnas era el lugar en donde Elisa pasaba los fines de semana, donde mantiene una "Casa-Poema". Ha realizado varias presentaciones teatrales, con declamaciones de sus poemas, y algunas con la participación especial de Paulo José. Con el mismo formato se presentó en seguida Euteamo Semelhante.

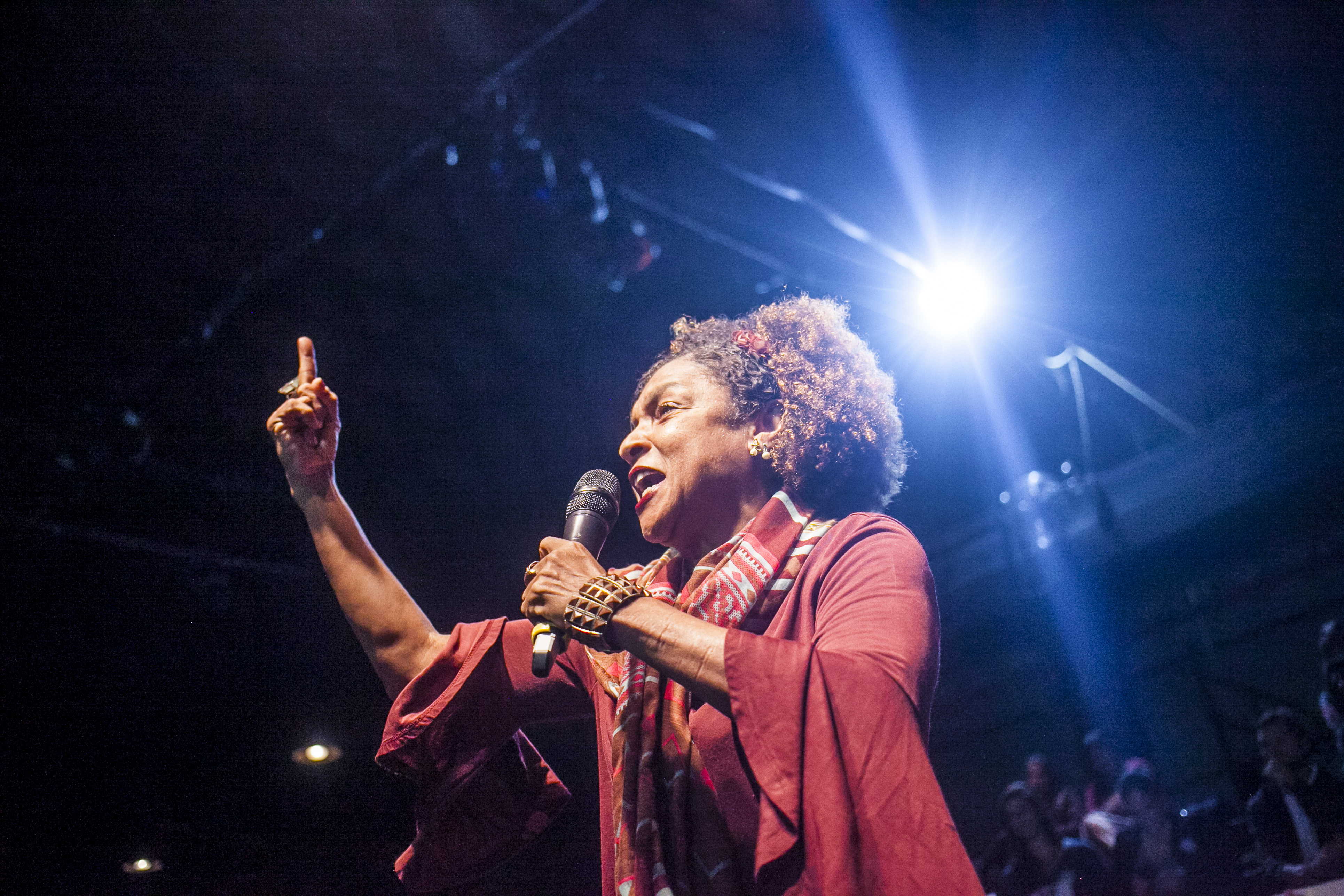
Elisa Lucinda (2016)

La poeta es fundadora de la "Casa-Poema", institución socioeducativa cuyo método es capacitar a profesionales a través de la poesía declamada, en el desarrollo de sus capacidades para expresarse y su educación cívica. La actriz, en colaboración con la Organización Internacional del Trabajo ha desarrollado el proyecto "Palavra de Polícia, Outras Armas", donde enseña poesía hablada a profesionales de la seguridad, alineándolos con los principios de los derechos humanos, la eliminación y transformación de los modos de funcionamiento anteriores en relación con el género y la raza.
Elisa Lucinda es considerada la artista de su generación que más ha popularizado la poesía. Y su modo coloquial de expresarse, hace que el más complejo de sus pensamientos, se entienda más fácilmente. Junto con Geovana Pires, crearon la Compañía da Outra, grupo teatral que produce un desarrollo de su lenguaje teatral, esencialmente a través de la poesía.
En 2012, fue homenajeada por la Escola de samba Independentes de Boa Vista, del Carnaval de Vitória, el cual se localiza en su municipio natal, Cariacica.
Elisa Lucinda y Geovana Pires crearon la Compañía da Outra, grupo teatral que ha desarrollado sus lenguajes e imágenes de teatro esencialmente a través de la poesía. Invitada por la Funarte para representar al Brasil en el Año Brasil—Portugal, la artista realizó una gira por cinco ciudades de aquel país a partir de octubre de 2012. En su regreso al Brasil, recibió la invitación de la presidenta Dilma Rousseff para ser maestra de ceremonia, junto con el actor José de Abreu, para la Ordem do Mérito Cultural, en Brasilia.

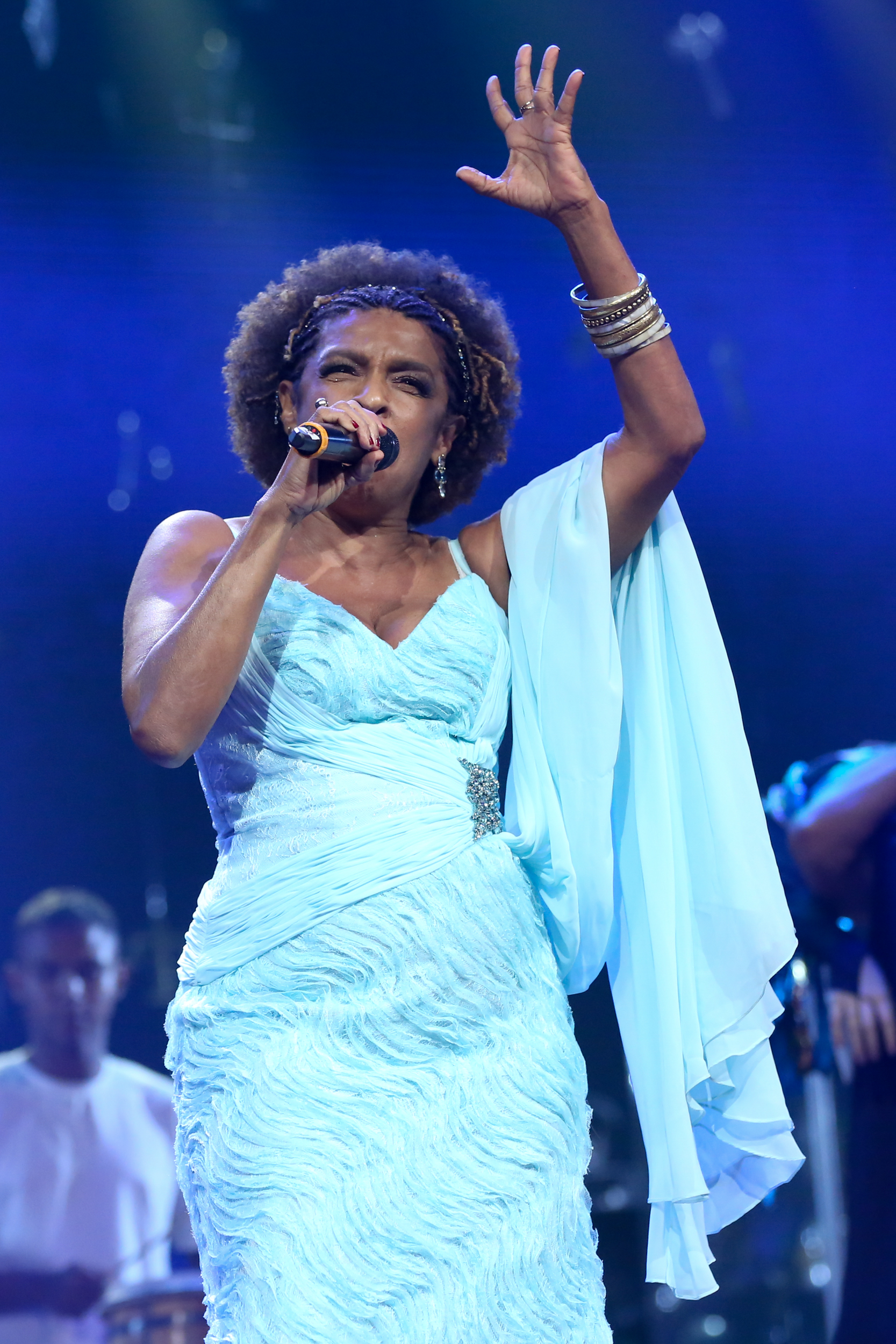
Elisa Lucinda (2015)

Además de conocida por sus numerosas actuaciones y recitales en sociedades, teatros y escuelas de todo el Brasil, Lucinda es admirada por la marca inconfundible de su trabajo como actriz de telenovelas en la Rede Globo, como Mujeres apasionadas, Páginas de la vida, Insensato corazón, Aquele Beijo, esta última a comienzos de 2012.
También premiada en el cine por el filme A última Estação, de Marcio Curi, en el cual protagoniza el personaje Cissa. El estreno de la película se produjo en el Festival de Brasilia de 2012.
Como cantora e intérprete, actualmente Elisa incursiona en el show de "A Letra que eu Canto", con el gran maestro y pianista, João Carlos Coutinho.

## Vida personal
Negra de ojos verdes, Elisa Lucinda es una brasileña de origen luso-africana, nacida en Cariacica, en Espírito Santo, uno de los estados de mayor diversidad étnica del país.
La poetisa, que en su vida afectiva se casó dos veces, con psicoanalistas en épocas diferentes, tuvo un único hijo, Juliano, fruto de su relación con el primero de ellos.

## Algunas publicaciones (cronología)

### Libros
- A Lua que menstrua – Producción independiente. 1992

- Sósia dos sonhos - Producción independiente

- O Semelhante - Ed. Record, 220 p. 1.ª ed. en 1995. ISBN 850105416X, ISBN 9788501054166 1998

- Eu te amo e suas estréias - Ed. Record – lanzado en 1999

- A Menina Transparente - Ed. Salamandra; (recibió el Premio Altamente Recomendable, de la Fundación Nacional del Libro Infantil y Juvenil – FNLIJ)

- Coleção Amigo Oculto - Ed. Record. Compuesta por los libros:  “O órfão famoso” – 2002  /  Lili, a rainha das escolhas – 2002  /  “O menino inesperado” – 2002, “A Dona da Festa” - 2011

- 50 Poemas Escolhidos pelo Autor. Ed. Galo Branco, 122 p. ISBN 8586276669, ISBN 9788586276668 2004

- Contos de Vista – Ed. Global, 127 p. 2005, primer libro de cuentos de la autora

- Vânia Barbosa. Con Vânia Barbosa. Editor Almacén Galería de Arte, 16 p. 2006

- A Fúria da Beleza – Ed. Record, 274 p. ISBN 8501075744, ISBN 9788501075741 – 2006, primer libro de adultos para colorear

- A Poesia do encontro – Elisa Lucinda e Rubem Alves – Ed. Papirus, 156 p. ISBN 8561773014, ISBN 9788561773014 2008 en línea (enlace roto disponible en Internet Archive; véase el historial, la primera versión y la última).

- Parem de falar mal da rotina – Ed. Leya – Lua de papel - 2010[1]

- A Dona da Festa- Grupo Editorial Record/Galerinha Record -2011

- Fernando Pessoa, o Cavaleiro de Nada, ‘uma autobiografia não autorizada’. 2013[9]

### CD de poesías

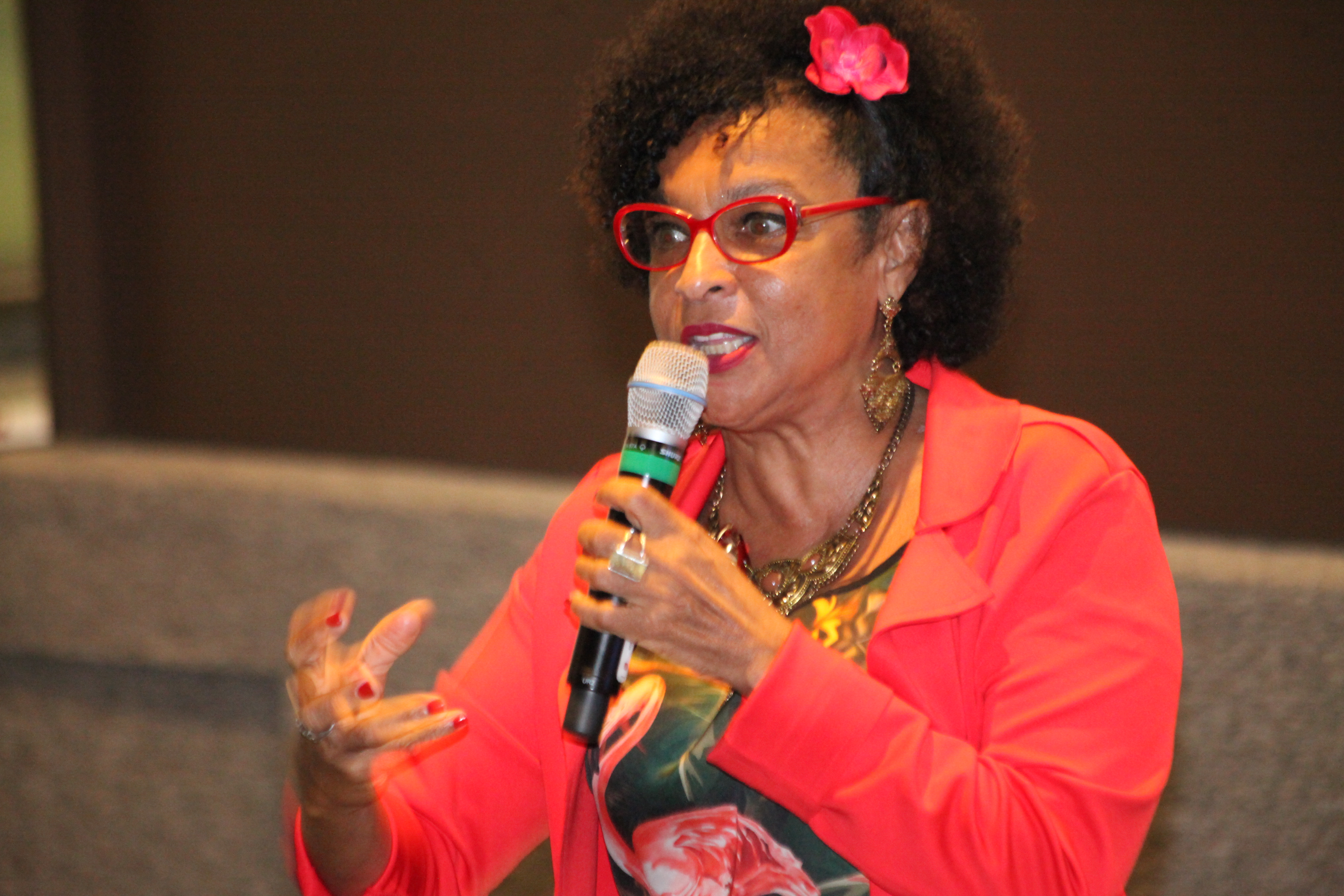
Elisa Lucinda (2018)

- Semelhante - bajo el sello discográfico Rob Digital
- Euteamo e suas Estréias - bajo el sello discográfico Rob Digital
- Notícias de Mim, con poemas de la poeta paulista Sandra Falcone, y participación de Miguel Falabella, dirección y producción de Gerson Steves. El CD es resultado del espectáculo homónimo escrito y dirigido por Steves
- Estação Trem - Música – Realización de Dakar Producciones y Poesía Viva Producciones. Creado especialmente para la conemoración de los 150 años de la Ferrovia para el Valle del río Doce. Y es el primer Cd donde Elisa canta. 2004
- CD “Ô Danada – primer CD por el sello CCC – Centro Cultural Carioca

### Televisión
Telenovelas
- 2013 - Lado a Lado... Norma

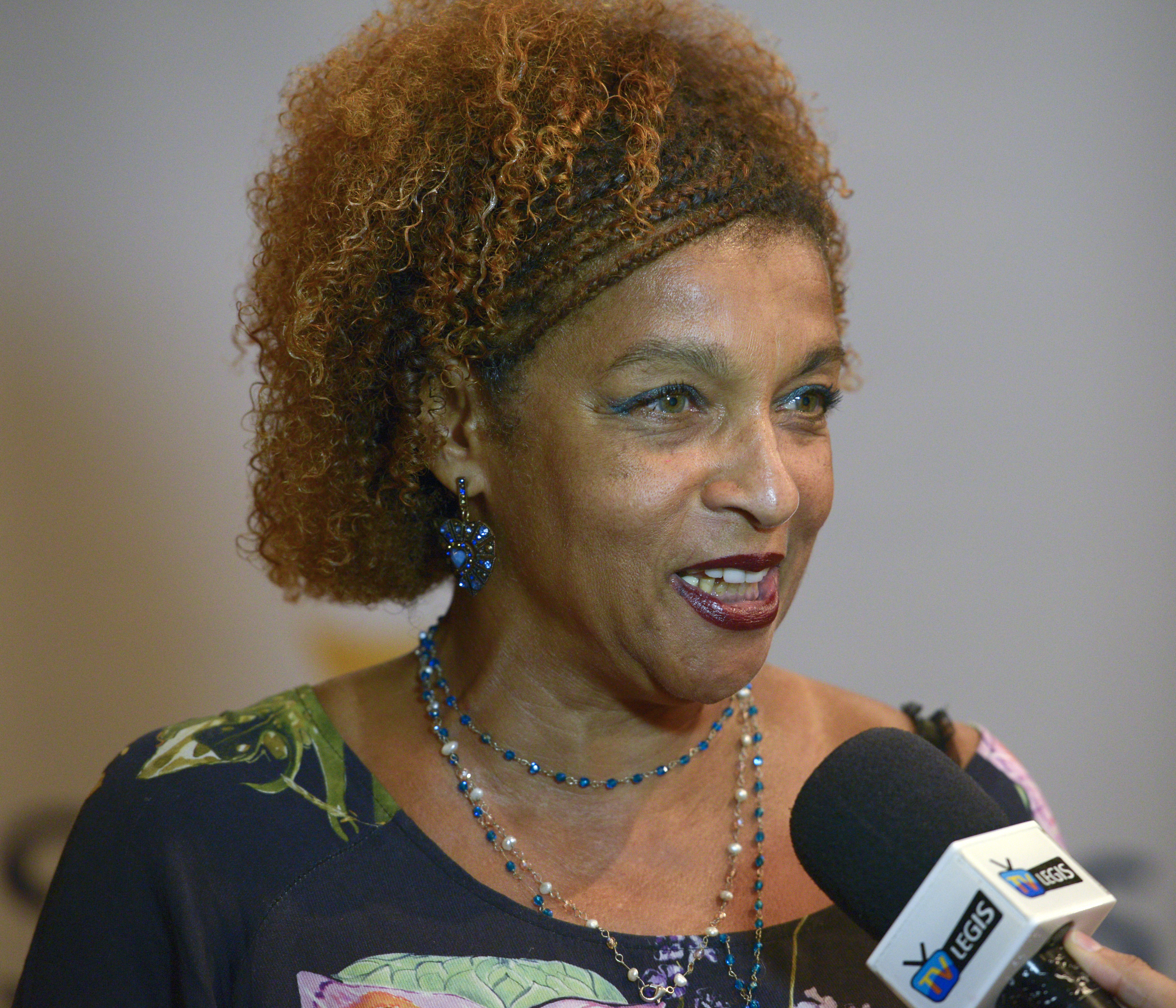
Elisa Lucinda (2016)

- 2012 - Aquele Beijo.... Diva de Sousa[10]
- 2011 - Insensato corazón.... Vilma
- 2009 - Viver a Vida.... Rita
- 2006 - Páginas de la vida.... Selma
- 2003 - Mujeres apasionadas.... Pérola
- 1995 - Sangue do Meu Sangue.... Beatriz
- 1990 - Araponga
- 1990 - Esclava Anastácia.... Ermelinda (Yatunji)
- 1989 - Kananga do Japão.... Sueli

Séries
- 1997 - Você Decide - episodio: Preconceito

### Cine
- 1990 - Barrela: Escola de Crimes
- 1994 - A Causa Secreta[11]
- 1997 - O Testamento do Senhor Napumoceno.... Dona Jóia
- 2001 - A Morte da Mulata.... Mulata
- 2002 - Seja o que Deus Quiser
- 2003 - As Alegres Comadres.... Mrs. Rocha
- 2003 - Gregório de Matos